# Quirin Graf Adelmann
Quirin Gabriel Nikolaus Siegfried Graf Adelmann von Adelmannsfelden (* 27. Mai 1975 in Finsing) ist ein deutscher Autor, Herausgeber und Unternehmer.

## Leben
Adelmann entstammt dem schwäbischen Adelsgeschlecht Adelmann von Adelmannsfelden. Er ist Sohn von Rainer René Graf Adelmann von Adelmannsfelden, geboren als René Freiherr von Godin, und Michaela Gräfin Adelmann von Adelmannsfelden. Seine Kindheit und Jugend verbrachte er in Montpellier (Frankreich). 1993 zog er nach Berlin. Dort studierte er Rechtswissenschaften an der Humboldt-Universität zu Berlin und schloss sein Studium 1999 ab. Seit 2017 publiziert Quirin Gabriel Nikolaus Siegfried Graf Adelmann von Adelmannsfelden Sachbücher, schreibt Essays, ist als Herausgeber, Autor, und Co-Autor tätig. 2019 gründete Adelmann in Kooperation mit dem DJ Dr. Motte die gemeinnützige GmbH Rave the Planet. Im Jahr 2020 gründete er den gemeinnützigen Verein Cancer Rebels e.V., der sich um die strukturellen Herausforderungen von Krebserkrankten und deren Angehörigen kümmert. Als ehemaliger Geschäftsführer und Gründer der BioTech-Unternehmen ASC Oncology und Cellphenomics publizierte er fachwissenschaftliche Artikel zur Krebsforschung. 2024 war Adelmann als Co-Produzent an der Produktion des Musical Berlin Non Stop von Thomas Hermanns und Thomas Zaufke beteiligt, das am 16. Juli 2024 im Pfefferberg Theater in Berlin Premiere feierte. Seit 2024 ist er im Vorstand von lifeteachus, einer gemeinnützigen Organisation im Bereich Bildung und Pädagogik und Mitbegründer von der Urban Artistic GmbH, der Betreibergesellschaft vom Hip-Hop-Ball. Das Weingut Graf Adelmann (Weinanbau seit 1297) mit etwa 30ha Anbaufläche auf Burg Schaubeck wird seit 2025 durch Felix & Quirin Graf Adelmann gemeinsam unter der Weingut Graf Adelmann GmbH & Co. KG geführt.

## Publizistische Tätigkeiten
Als Herausgeber wurde Graf Adelmann von Adelmannsfelden erstmals 2017 tätig. Nachdem er im Jahr 2016 die Geschäftsführung und Leitung des DDR-Museums Berlin übernahm, erschien das Buch zur dortigen Dauerausstellung. Die dann folgenden Bücher und Texte konzentrieren sich auf wirtschaftsspezifische Themenfelder und erschienen in der entsprechenden Fachliteratur. Im Juni 2020 folgte dann der erste Band »DDR in Objekten: Alltag, Heim, Konsum«. Der zweite Band »DDR in Objekten II: Freizeit, Kultur, Reisen 1949–1990« im September des gleichen Jahres. Während diese beiden Bände thematisch vornehmlich im kulturgeschichtlichen Bereich zu verorten sind, wenden sich seine anschließenden Publikationen – in denen er größtenteils als Autor tätig ist – erneut wirtschaftswissenschaftlichen Themen zu. Sein 2022 erschienenes Sachbuch »Schwach, langsam, ideenlos: Herrschaft der Mittelmäßigkeit« wurde außerhalb der Fachliteratur verlegt und entsprechend außerhalb dieser auch wahrgenommen. Das im Jahr 2024 von ihm herausgegebene Buch »DDR-Führer: Reise in einen vergangenen Staat« setzt sich kritisch mit dem aktuellen Stand der Forschung und der öffentlichen Debatten über die DDR auseinander.

## Schriften (Auswahl)
- Quirin Graf Adelmann v. A./Gordon von Godin (Hrsg.): DDR-Führer. Das Buch zur Dauerausstellung, DDR Museum Verlag, Berlin 2017, ISBN 978-3-939801-19-1.
- Quirin Graf Adelmann/Michael Rassinger: Bewertung, Kauf und Optimierung von Unternehmen. Ein Ratgeber aus der Praxis für Investoren und Unternehmer, Springer Gabler, Heidelberg 2020, ISBN 978-3-658-28977-5.
- Michael Rassinger/Quirin Graf Adelmann v. A.: Empfehlungsmarketing. Netzwerkaufbau und Umsatzsteigerung leicht gemacht, Springer Gabler, Heidelberg 2020, ISBN 978-3-658-29306-2.
- Quirin Graf Adelmann v. A/Gordon von Godin (Hrsg.): DDR in Objekten 1949–1990. Alltag, Heim, Konsum, DDR Museum Verlag, Berlin 2020, ISBN 978-3-939801-46-7.
- Quirin Graf Adelmann v. A/Gordon von Godin (Hrsg.): DDR in Objekten 1949–1990. Freizeit, Kultur, Reisen, DDR Museum Verlag, Berlin 2020, ISBN 978-3-939801-48-1.
- Quirin Graf Adelmann v. A/Derek Sheeler: Quick Guide Bitcoin. Wie Sie sich auf die finanzielle Transformation vorbereiten, Springer Gabler, Heidelberg 2021, ISBN 978-3-658-33083-5.
- Quirin Graf Adelmann v. A/Michael Rassinger: Der unternehmerische Entscheidungsprozess. Erfolgreich handeln und beschließen, Springer Gabler, Heidelberg 2021, ISBN 978-3-658-33706-3.
- Quirin Graf Adelmann v. A/Florian Löhlein: Effizenz- und Leistungserhöhung durch Tagesstrukturierung, Springer Gabler, Heidelberg 2022, ISBN 978-3-658-38701-3.
- Quirin Graf Adelmann v. A: Schwach, Langsam Ideenlos; Herrschaft der Mittelmäßigkeit, Eulenspiegel Verlagsgruppe, Berlin 2022, ISBN 978-3-360-02753-5.
- Quirin Graf Adelmann v. A/Stefan Wolle/Gordon von Godin: DDR-Alltag in 200 Objekten, DDR Museum Verlag, Berlin 2023, ISBN 978-3-939801-51-1.[18]
- Quirin Graf Adelmann v. A: Formen der alternativen Unternehmensfinanzierung, Springer Gabler, Heidelberg 2023, ISBN 978-3-658-42087-1.
- Quirin Graf Adelmann v. A/Stefan Räth: Konzern und Start-up zwischen Innovation und Funktion. Als Unternehmer das Beste aus beiden Welten verbinden, Heidelberg 2024, ISBN 978-3-658-44623-9.
- Quirin Graf Adelmann v. A/Stefan Wolle/Sören Marotz/Gordon von Godin: DDR-Führer: Reise in einen vergangenen Staat, DDR Museum Verlag, Berlin 2024, ISBN 978-3-939801-56-6.

### Sonstiges
Berlin Non Stop (2024), Co-Produzent: Quirin Gabriel Nikolaus Graf Adelmann von Adelmannsfelden, Pfefferberg Theater, Berlin